# فلمنج بوير ميلر
فلمنج بوير ميلر هو سياسي أمريكي، ولد في 8 أكتوبر 1792 في فينكاستل في الولايات المتحدة، وتوفي في 10 أغسطس 1874 في ستونتون في الولايات المتحدة. نشط حزبياً في الحزب الديمقراطي. وقد انتخب عضو مجلس ولاية فرجينيا ‏.